# Gagliato
Gagliato (Gagghiàtu in calabrese) è un comune italiano di 402 abitanti della provincia di Catanzaro in Calabria.

## Geografia fisica
È situato su una collina a 450 metri di altitudine a metà strada tra Soverato e Chiaravalle Centrale nelle Serre Calabresi.

## Storia
(Giovanni Fiore da Cropani, Della Calabria illustrata, XVII secolo)
Si hanno notizie storiche a partire dal XV secolo, allorché era un feudo della famiglia dei Morano che lo ebbe in proprietà fino a tutto il '400. Passò poi ai Borgia, principi di Squillace, che lo avevano sottratto ai Morano con la forza. Protagonista di questo fatto d'arme era stato Goffredo Borgia, fratello di Cesare, il Valentino, e di Lucrezia, sorretto da un gabellotto del luogo, tale Gironda. In seguito il feudo tornò ai legittimi proprietari.
Nel 1494 Ferdinando I re di Napoli espropriò tutti i beni del Morano e li assegnò a Luca Sanseverino, barone di San Marco. Nel 1626, per vincolo matrimoniale, passò ai Sanchez de Luna i quali acquisirono il titolo di marchesi. Infine, nel 1714, a questi succedettero i Sanseverino. Un decennio dopo fu riacquistato dai Sanchez de Luna che incardinarono il titolo di duchi. A distanza di alcuni anni questa famiglia di origine spagnola lo alienò in favore dei Castiglione Morelli, che lo trasformarono in baronia.
Nel 1806 ebbe inizio l'eversione della feudalità ad opera di Giuseppe Bonaparte e l'antico feudo di Gagliato fu trasformato in luogo appartenente al «governo» di Satriano. Con il successivo decreto istitutivo dei comuni, 4 maggio 1811, venne dichiarato comune del comprensorio di Chiaravalle Centrale.

### Simboli
Lo stemma e il gonfalone sono stati concessi con decreto del presidente della Repubblica del 31 ottobre 1953.
Il gonfalone è un drappo partito di azzurro e di bianco.

## Società

### Evoluzione demografica
Abitanti censiti

## Cultura

### La grangia certosina
Dell'antica grangia certosina di Gagliato resta ben poco. Quell'antico insediamento monastico ha sempre rivestito per la comunità gagliatese, ma anche per quelle dei paesi limitrofi, una grande importanza. Con un piccolo sforzo di fantasia è possibile immaginare come tra quei monaci e la gente del luogo fosse in atto un reciproco rapporto di laboriosità e di preghiera. Tempi remoti, di cui oggi non giunge altro che un'eco lontana, quanto suggestiva e toccante. Ancor vivo è invece il disappunto per l'insipienza di quanti permisero che i ruderi del vecchio convento passassero in mani private, e quindi manomessi e irrimediabilmente deturpati.
La data di fondazione è alquanto problematica. Esiste tuttavia un documento che fa supporre che essa dovette essere costruita a partire dal XII-XIII secolo. Si tratta di un atto di donazione, datato 14 novembre 1191, per mezzo del quale si assegnava alla certosa di Santo Stefano del Bosco un podere nel territorio di Gagliato (prœdium positum in agro Galliati). La grangia dovette essere molto fiorente dal punto di vista economico. Essa infatti amministrava un vasto feudo che ricadeva nei comuni, oltre a quello di Gagliato, di Satriano, San Sostene, Davoli e Argusto.
Tra le sue mura, fra l'altro, si spense padre Saverio Cannizzari, priore della certosa di Serra San Bruno dal 1766 al 1774, nonché proficuo studioso di matematica e astronomia.  Ciò avvenne il 10 gennaio 1784, quasi esattamente un anno dopo il catastrofico sisma che devastò l'intera Calabria. Cominciò da quell'infausto evento la decadenza del cenobio: la Cassa sacra e i francesi, in fasi diverse, dapprima lo sospendevano e poi lo sopprimevano, assorbendone tutti i possedimenti.

### Mitico Ancinale
Il sito su cui sorgeva la grangia certosina sovrasta la valle dell'Ancinale, un grosso torrente che per molteplici aspetti è legato alla storia dei paesi i cui territori attraversa: Satriano, Gagliato, Argusto, Cardinale, Brognaturo, Spadola, Simbario, Serra San Bruno. Notizie storiche lo vogliono teatro di memorabili avvenimenti. Plinio il Vecchio lo riporta con il nome di Caecinus e lo classifica tra i fiumi navigabili del Golfo di Squillace.
Lo storico greco Tucidide scrive che «Lachete e gli ateniesi, scesi dalle navi… presso il fiume Cecino, catturarono circa trecento locresi che accorrevano per contenere la forza, con Prosseno figlio di Capatone, e sottratte le armi andarono via». La leggenda vuole anche che, risucchiato dalle acque, vi avesse dimora il citaredo locrese Eunomo. Di certo è che le sue acque furono visitate e percorse fin dall'antichità e che costituirono per secoli fonte di benessere.
Padre Fiore dice che «i primi a popolare quelle riviere» furono gli enotri. Altri, per lungo tempo, credettero di ravvisarvi la Sagra, il fiume su cui intorno al 580 a.C. diecimila locresi sbaragliarono più di centomila crotoniati. È probabile che, grazie a questa infondata interpretazione, la pianura antistante venne chiamata Sagrianum. Da qui il nome di Satriano, l'antica Cecinia, che sorge sull'altro costone sovrastante l'Ancinale.
Al riguardo, il già citato storico cappuccino di Cropani scrive: «Ritrovo che molti lo derivano dal vicino fiume, giusta il loro intendimento detto Sagra, ossia ne formano Saggiano, o pur Satriano. Ma con aperto errore; conciossiaché il fiume Sagra, già famoso per la rotta de' Crotoniati, egli è sotto Castelvetere». E più avanti prosegue asserendo che Satriano trae nome «non già dal vicino fiume Sagra; ma piuttosto dal paese all'intorno, detto volgarmente Saynaro».
Oggi il mitico Ancinale ha subito una drastica metamorfosi in seguito alla costruzione di una diga nel comune di Cardinale destinata ad alimentare una centrale idroelettrica. In pratica non esiste più. Un grande invaso, paramenti, insieme con canali di drenaggio e cunicoli, ha preso il sopravvento. 

## Infrastrutture e trasporti
Il comune è interessato dalle seguenti direttrici stradali:

## Amministrazione
| Periodo        | Periodo        | Primo cittadino    | Partito                           | Carica  | Note |
| -------------- | -------------- | ------------------ | --------------------------------- | ------- | ---- |
| 23 aprile 1995 | 13 giugno 1999 | Luigi Romiti       | Forza Italia                      | sindaco |      |
| 13 giugno 1999 | 13 giugno 2004 | Luigi Romiti       | lista civica di centro-destra     | sindaco |      |
| 13 giugno 2004 | 7 giugno 2009  | Giovanni Sgro      | lista civica                      | sindaco |      |
| 7 giugno 2009  | 25 maggio 2014 | Francesco Fodaro   | Partito Democratico               | sindaco |      |
| 25 maggio 2014 | 26 maggio 2019 | Giovanni Sgro      | lista civica "Gagliato in Comune" | sindaco |      |
| 26 maggio 2019 | 9 giugno 2024  | Salvatore Sinopoli | lista civica "Gagliato in Comune" | sindaco |      |
| 9 giugno 2024  | in carica      | Salvatore Sinopoli | lista civica "Gagliato in Comune" | sindaco |      |